# Lamellidoris diaphana
Lamellidoris diaphana är en snäckart som beskrevs av Adler och Hancock 1845. Lamellidoris diaphana ingår i släktet Lamellidoris och familjen Onchidorididae. Inga underarter finns listade i Catalogue of Life.